# Doctor X
Clemente Marcelino Valencia Nájera (Ciudad de México, 17 de julio de 1968-Ixtapalapa, Ciudad de México, 11 de octubre de 2011), conocido Doctor X, fue un luchador profesional mexicano. Es muy conocido por haber competido en la empresa Consejo Mundial de Lucha Libre (CMLL). En agosto de 2011, Valencia dejó CMLL y se unió a Perros del Mal Producciones bajo el nuevo nombre de Doctor X-Treme. Valencia también trabajó anteriormente como "Dr. O'Borman Jr." un nombre que obtuvo bajo licencia del Dr. O'Borman.

## Carrera

### Consejo Mundial de Lucha Libre (1995-2011)
Valencia comenzó su carrera de lucha libre en 1995 después de entrenar con Rafael Salamanca, La Cobra y Scorpio (Sr.), luego recibiría entrenamiento adicional de Memo Díaz y El Satánico.  Inicialmente trabajó como Dr. O'Borman Jr., pagando al Dr. O'Borman original por el uso del nombre. A finales de la década de 1999 comenzó a trabajar regularmente para el Consejo Mundial de Lucha Libre (CMLL). En el año 2000, surgieron problemas con quién tenía derecho al nombre "Dr. O'Borman Jr." surgió, lo que le obligó a renunciar al nombre. Junto con el propietario del CMLL Paco Alonso, se les ocurrió el concepto de "Doctor X", un "doctor malvado" en la línea del Dr. Wagner Jr., vestido todo de blanco con una gran "X" en su máscara. Más adelante, las máscaras y los trajes se volverían cada vez más coloridos. La primera oportunidad real del Doctor X de demostrar su valía llegó en 2001, cuando participó en el torneo Gran Alternativa de ese año. Se asoció con Gran Markus Jr., pero perdió ante los eventuales ganadores del torneo, Olímpico y Sicodélico Jr., en la primera ronda. Durante los siguientes años, el Doctor X siguió trabajando en luchas de primeras carteleras, y poco a poco se hizo un nombre. A principios de 2003, el Doctor X comenzó una rivalidad con Tigre Blanco, el Campeón Nacional de Peso Welter en ese momento. El 11 de marzo de 2003, Doctor X derrotó a Tigre Blanco para ganar el campeonato, título que mantendría durante más de dos años. En 2004 volvió a competir en el Torneo Gran Alternativa, formando equipo con Último Guerrero. El equipo derrotó a Último Dragón y Neutron en la primera ronda y a Shocker y Alan Stone en la segunda ronda antes de perder ante El Hijo del Santo y Místico en la final.
A principios de 2005, el grupo de lucha libre Los Guerreros del Infierno creó un grupo afiliado de jugadores de nivel bajo a medio llamado Pandilla Guerrera que incluía al Doctor X, Nitro, Sangre Azteca, Hooligan y varios otros. El 25 de marzo de 2005, Doctor X se asoció con sus compañeros miembros de Warrior Gang, Aztec Blood y Nitro, para derrotar a El Felino, Safari y Volador Jr. para ganar el Campeonato Nacional de Tríos. Durante dos meses, Doctor X fue doble campeón hasta que perdió el Campeonato Nacional de Peso Welter ante La Máscara el 13 de mayo de 2005. El reinado del título de Tríos de Guerrero Pandilla duró 196 días antes de perder ante Máximo , El Sagrado y El Texano Jr. Después de llegar a la final de la Gran Alternativa de 2005, hizo equipo con Universo 2000 para la Gran Alternativa de 2005. En la primera ronda, el equipo derrotó a Bronco y El Texano Jr. antes de perder ante eventuales ganadores Wagner. Jr. y Misterioso Jr. en la semifinal.
El 18 de octubre de 2009, el Doctor X fue uno de los 12 luchadores que pusieron su máscara en juego en una lucha en jaula de Luchas de Apuestas de 12 hombres. Fue la quinta persona en escapar de la jaula manteniendo su máscara a salvo, en la final Pólvora inmovilizó a Tigre Blanco para desenmascararlo. En abril de 2010, Doctor X comenzó una rivalidad con Fabián el Gitano, una pelea en la que ambos luchadores fueron descalificados intencionalmente varias veces mientras se arrancaban las máscaras. Durante el combate de jaula de acero de 12 hombres en el evento principal del Infierno en el Ring 2010, Doctor X apuntó principalmente a su rival Fabián el Gitano, pero cuando llegó el momento, al final decidió abandonar la jaula en lugar de intentar desenmascarar a Fabián. Al final, Ángel de Oro derrotó a Fabián el Gitano en la parte de la Lucha de Apuesta, desenmascarándolo. Luego, Doctor X participó en un combate en jaula de 12 hombres el día de Navidad de 2010 en Arena Neza que incluyó tanto al CMLL como a luchadores independientes, ganando la máscara de Hermano Muerte III. El 4 de agosto de 2011, se informó que el Doctor X había abandonado el CMLL.

### Circuito independiente (2011)
El 6 de agosto de 2011, Doctor X anunció que se uniría a la promoción independiente Perros del Mal Producciones bajo el nuevo nombre de Doctor X-Treme. Luchó en su primer combate para la promoción ese mismo día.

## Muerte
El 11 de octubre de 2011, Valencia fue asesinado de un disparo en la cabeza cuando intentaba disolver una pelea mientras asistía a una fiesta religiosa en Santa María Aztahuacán, Iztapalapa, Ciudad de México. Le sobrevivieron una esposa y dos hijos menores de diez años.

## Campeonatos y logros
- Consejo Mundial de Lucha Libre
  - Campeonato Nacional de Peso Welter (1 vez)
  - Campeonato Nacional de Tríos (1 vez) – con Nitro & Sangre Azteca